# سونا تنالتاي
سونا تنالتاي (22 أبريل 1933 - 5 مارس 2021) كاتبة ومعلمة وشاعرة وعالمة نفس تركية.

## الحياة
ولدت سونا ميرز لأبوين سامي وماكايد في مرسين بتركيا في 22 أبريل 1933. كانت والدتها ماكيد ممرضة أيضًا للملحن التركي الشهير نيفيت كودالي. أنهت مدرستها الثانوية في مرسين ثم تخرجت من كلية علم النفس في جامعة إسطنبول. كما حصلت على شهادات في تاريخ الفلسفة والأدب التركي القديم والجديد. عملت كمعلمة في مدرسة كانديلي الثانوية للبنات ومدرسة كاباتاس الثانوية في إسطنبول. بين 1958-1979 عملت طبيبة نفسية في كلية الطب في جامعة إسطنبول. كانت متزوجة من الدكتور أردوغان تانالتاي. قام الزوجان بجولة في جميع أنحاء تركيا لإلقاء محاضرات. كانت تعيش في مرسين. كانت عضوًا في اتحاد الكتاب الأتراك و«جمعية الخطباء الأتراك» و«جمعية علم النفس العصبي التركي» و«جمعية شعراء مرسين».

## الإرث
حصلت سونا تانالتاي وزوجها على شهادة تقدير من قائد الفرقة 23 من الجيش التركي المتمركزة في شرناق جنوب شرق تركيا. في ديكيلي إيلجي في مقاطعة إزمير وفي أكشاكوجا إيلشي بمقاطعة دوزجي حصل الزوجان على لقب «المواطن الفخري». في ديكيلي وباليكسير سمي أحد الشوارع باسمهما.